# Синельников, Александр Никитович
Александр Никитович (Никитич) Синельников (1789 — не ранее 1832) - русский офицер, полковник гвардейской артиллерии. Участник русско-турецкой войны 1806-1812 году. Участник Наполеоновских войн. Керчь-Еникальский градоначальник (1825-1828).

## Биография
Родился в 1789 году. Из дворян, сын придворного певчего. Окончил 2-й кадетский корпус в Санкт-Петербург.
25 февраля 1806 года произведен в подпоручики с назначением в 5-й артиллерийский полк (с 23.8.1806 - 9-я артиллерийская бригада, с 1.10.1809 - 7-я артиллерийская бригада, с 5.10.1814 - 12-я артиллерийская бригада). 7 января 1810 года был произведен в поручики. В войне с Турцией 1806-1812 годов участвовал в бою при Журже (награжден орденом Св. Анны 3 кл.).
Участвовал в Отечественной войне 1812 года. 1 сентября 1812 года - произведён в штабс-капитаны за отличие в сражении. Участвовал в боях и сражениях при Смоленске (5.8.1812), Бородинском сражении (награжден Золотой шпагой, в 13-я легкая рота 7-й артиллерийской бригады), Спас-Купле, сражении при Малоярославце (12-13.10.1812), сражении при Красном (12.11.1812). 18 августа 1813 года произведён в капитаны, 24 сентября 1814 года  произведён в подполковники. В 1813-1814 годах участвовал в боях и сражениях Заграничного похода: сражениях при Бауцене (награжден орденом Св. Владимира 4 ст. с бантом), Пирне (15.8.1813), сражении при Кульме (награжден прусским орденом Pour le Merite), битве народов при Лейпциге (4,6.10.1813, награжден орденом Св. Анны 2 кл.), взятии Парижа в 1814 году.
В 1825-1828 годах - исполнял обязанности Керчь-Еникальского градоначальника.
Награждён орденом Святого Георгия 4-й степени № 4698 от 21 декабря 1832 за выслугу 25 лет.

## Характеристика
Преемник Синельникова на доджности градоначальника коллежский советник Ф. Ф. Вигель известный мемуарист XIX века оставил пространное описание:
"Впереди всех стоял исправляющий мою должность, начальник карантинной конторы, отставной гвардейской артиллерии полковник Александр Никитич Синельников, обвешанный крестами. За один присест хочется мне намарать портрет его. Ему было 38 лет, как он сказывал, а мне казалось менее, он был не высок и не низок, не худ и не толст, стройно сложен, но лицо имел обезьянье. Кадетской Корпус, в котором был он воспитан, оставил на нём печать свою, и он всё казался немолодым кадетом; ухватки его были солдатские, все телодвижения быстры, равно как и речь, и я всё ожидал услышать от него: здравия желаю или ради стараться. Через Михаила Павловича, который любил такие манеры, получил он у Воронцова местечко, как думал он, покойное. И вот какими людьми Петербургская протекция часто наделяет провинции! По примеру предместника своего, Фон-Дена, он более всего заботился о чистоте улиц: чистоплотность, как я слышал, осталось и поныне лучшим уделом Керчи. На первый случай будет пока и его одного; о других буду говорить после."